# Edificio Bacardí (La Habana)
El edificio Bacardí es una construcción situada en La Habana en la Avenida de Bélgica n.º 261 entre Empedrado y San Juan de Dios, en la zona antigua de la ciudad.

## Historia

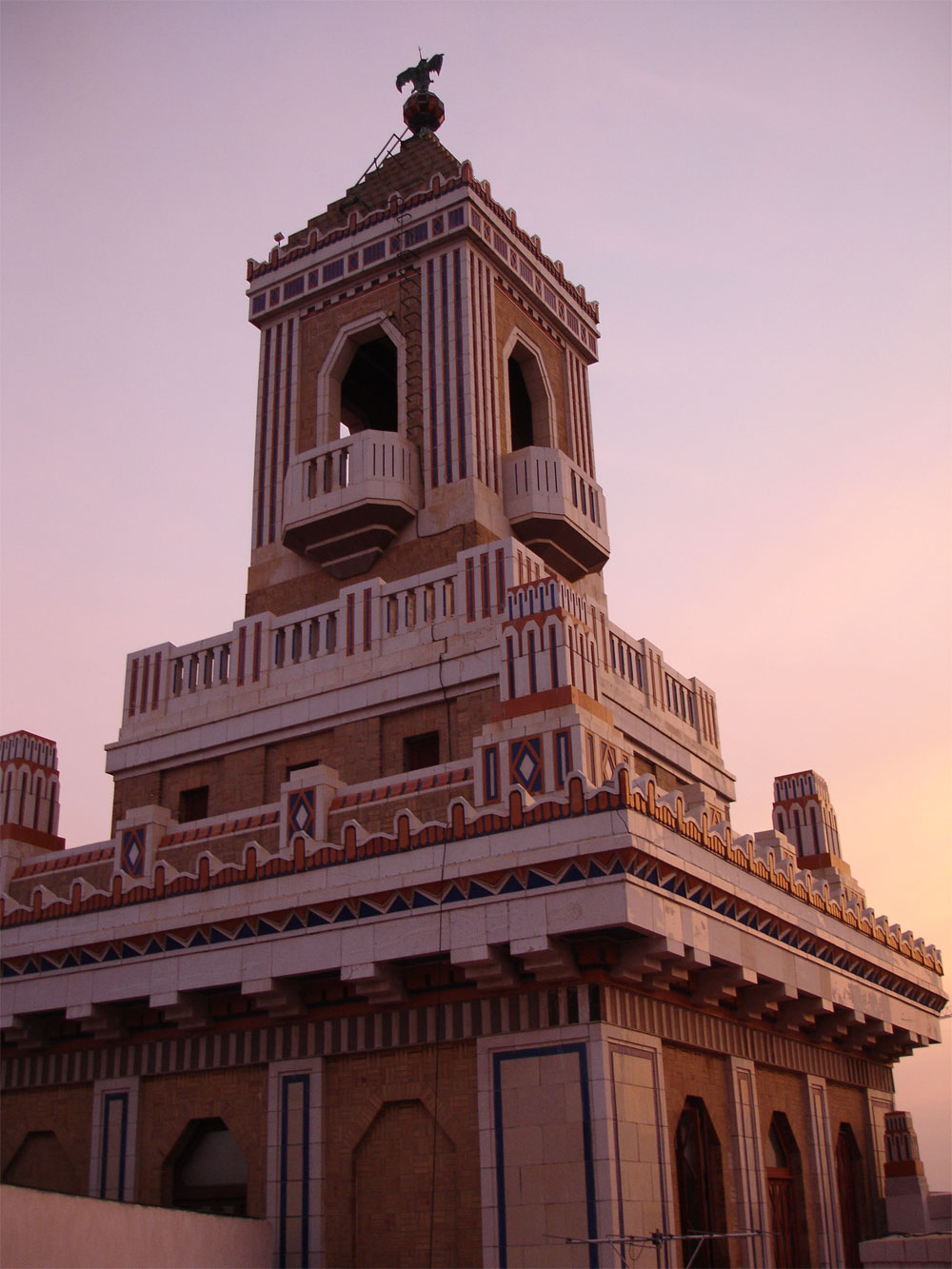
La torre con el murciélago.

El edificio fue encargado a los arquitectos Rafael Fernández Ruenes, Esteban Rodríguez Castell y José Menéndez, por la compañía ronera Bacardí S.A.. Esta joya del art déco se concluyó en 1930 y en su momento fue la estructura más alta de la ciudad.
Los terrenos donde se levantó fueron parte del antiguo barrio habanero de Las Murallas. En este lugar estaban las oficinas centrales de la compañía. El resto del edificio fue arrendado a diferentes empresas y compañías radicadas en la ciudad.
Después del triunfo de la Revolución cubana y las leyes de nacionalización llevadas a cabo por el nuevo gobierno socialista, las compañías extranjeras radicadas en la isla lo abandonan. El edificio Bacardí continuó desempeñando como edificio de oficinas. A finales de la década del '90 se restaura bajo un proyecto de la Oficina del Historiador de la Ciudad. En la actualidad continúa desempeñando como edificio de oficinas de esta institución.

## Estructura

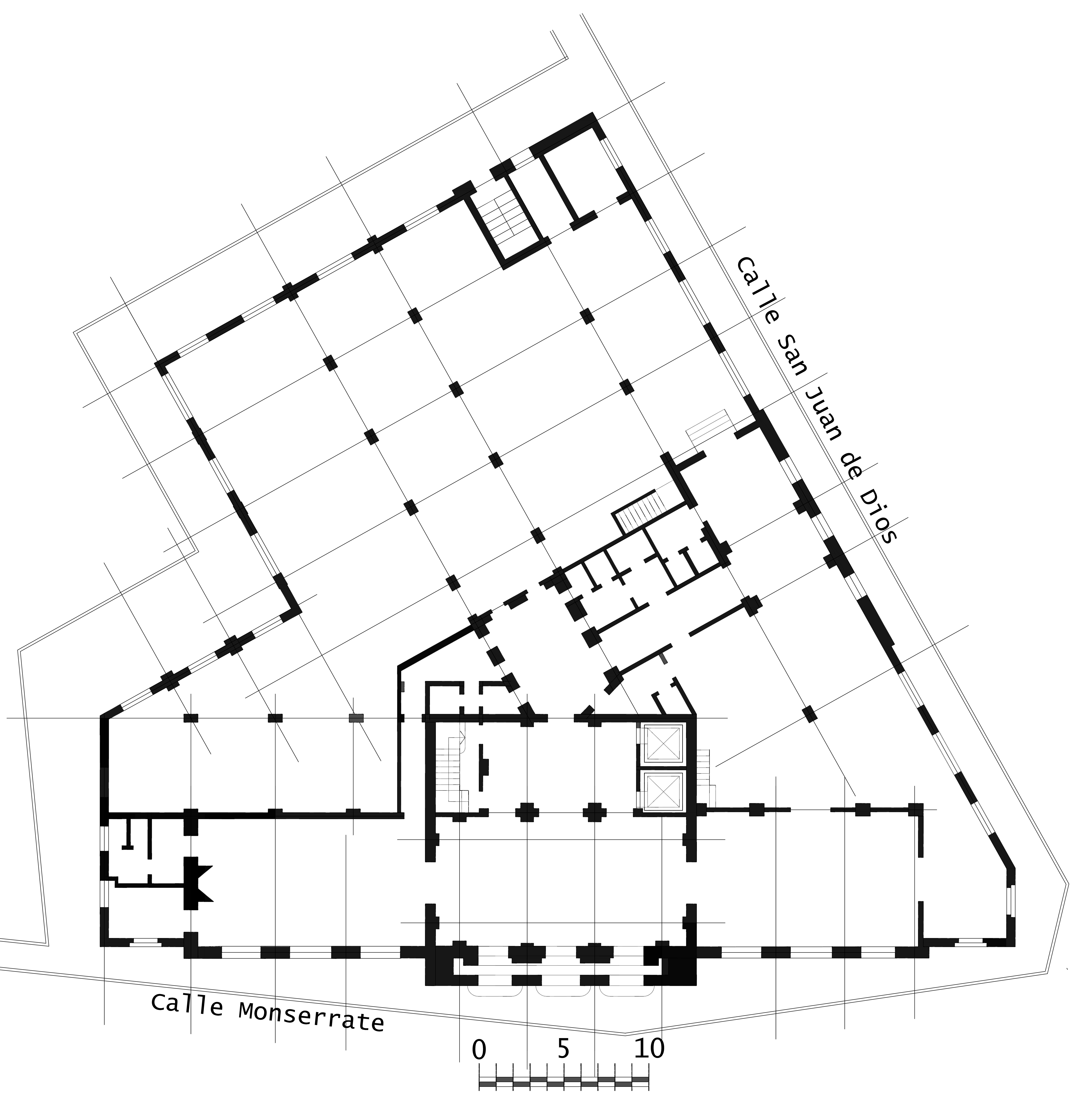
Bacardi Building, Ground Floor Plan

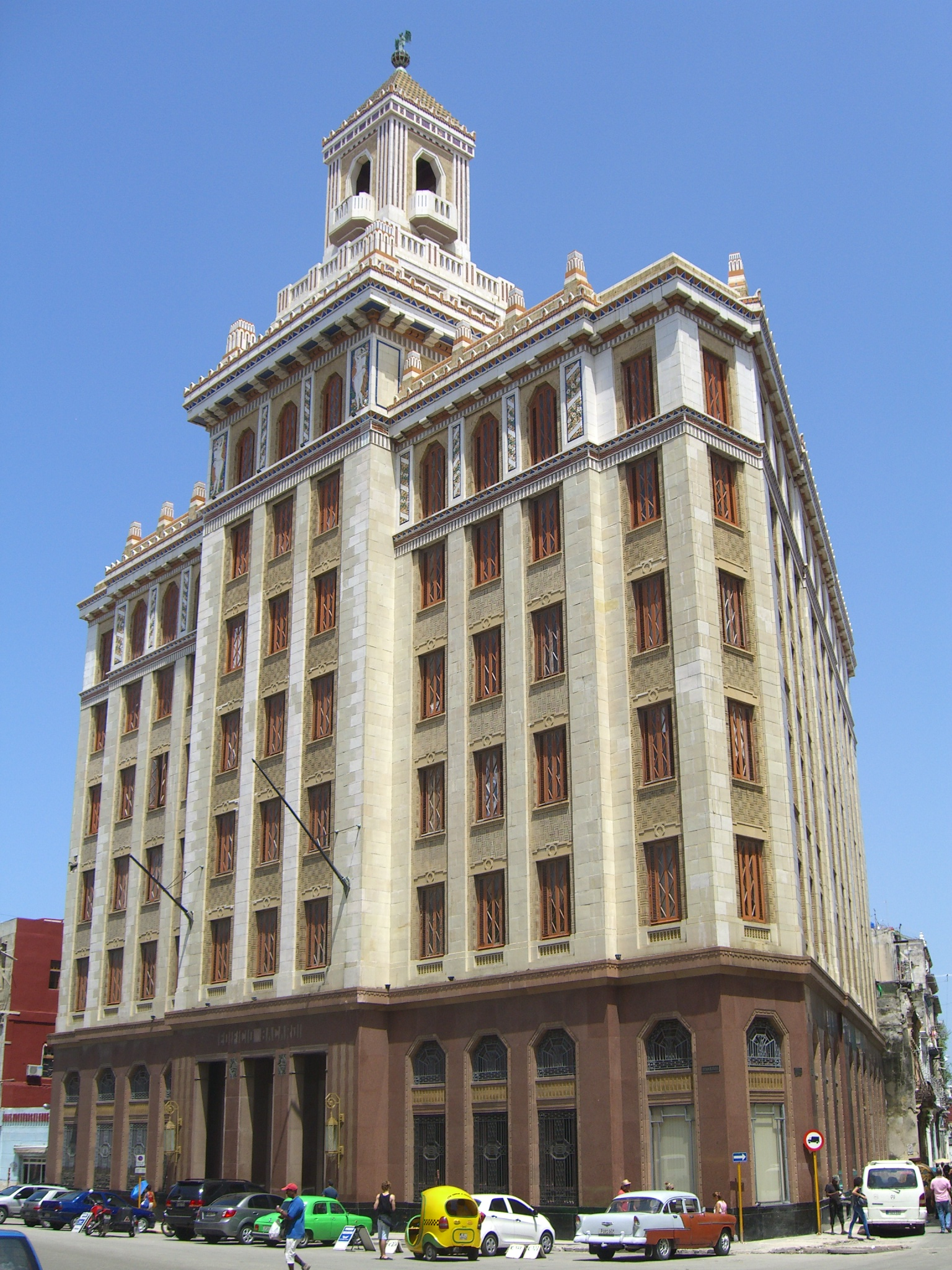
Edificio Bacardí, 2016

La estructura del edificio es de acero y hormigón. Sus fachadas son de granito natural, terracota y ladrillos prensados.
Su forma la conforman el cuerpo central que se va escalonando en su ascensión hasta llegar a la torre con cubierta a cuatro aguas que lo identifica, donde se ubicó el murciélago en bronce, símbolo de la empresa, sustentado por un poliedro de vidrio con armadura de metal que se ilumina desde dentro en las noches.
El salón de entrada se decoró exteriormente con mármol de color rojo vino, ejemplificando el color de las mieles roneras. En los pisos superiores se utilizó loseta de gres cerámico de color amarillo brillante, representando a los rones blanco-dorados que fueron los que contribuyeron a la fama mundial de los rones Bacardí. La planta alta y la torre central muestran un cuidadoso diseño de tejas policromadas que alternan franjas azules y de color pardo, con paneles decorados.
Las decoraciones más fastuosas se colocaron en los espacios interiores de la planta baja y el entresuelo. Un portal pequeño daba acceso al vestíbulo y a su derecha se ubicó el salón de exposiciones, decorado con pilastras de capiteles dorados, vigas de sección escalonada y lámparas finamente diseñadas.
En este asoman los vanos del entresuelo donde se hallaba el bar para invitados, enchapado en madera y con estilizadas palmeras en la puerta de los baños.